# Кваша Дмитро Михайлович
Дмитро Михайлович Кваша (6 червня 1923, Петрівське — 7 травня 2003, Київ) — радянський офіцер, Герой Радянського Союзу, в роки німецько-радянської війни командир танкового взводу 244-го окремого танкового полку 33-ї армії 1-го Білоруського фронту, старший лейтенант.

## Біографія
Народився 6 червня 1923 року на хуторі Петрівський (нині село Петрівське Вишгородського району Київської області України) в родині селянина. Українець. Член КПРС з 1945 року. Закінчив середню школу.
У червні 1941 року призваний до лав Червоної Армії. У 1942 році закінчив Орловське танкове училище. У боях німецько-радянської війни з лютого 1942 року. Воював на Південно-Західному, Північно-Кавказькому, 1-му Білоруському фронтах, командував танковим взводом, потім ротою.
У січні 1945 року старший лейтенант Д. М. Кваша зі взводом, діючи в передовому загоні, при прориві глибоко ешелонованої оборони противника на Пулавському плацдармі і в ході його переслідування в напрямі міст Зволень, Радом, Лодзь (Польща) знищив 40 автомашин, 18 танків, 75-міліметрову батарею, чотири батареї ПТО. Було вбито більше сотні гітлерівців, 123 — взято в полон.
Указом Президії Верховної Ради СРСР від 24 березня 1945 року за вміле керівництво бойовою групою, особисту відвагу і мужність, проявлені при цьому старшому лейтенанту Дмитру Михайловичу Кваші присвоєно звання Героя Радянського Союзу з врученням ордена Леніна і медалі «Золота Зірка» (№ 6419).

Могила Дмитра Кваші

Після закінчення війни командував ротою курсантів Київського танково-технічного училища, в 1954 році закінчив Військову академію бронетанкових військ. З 1973 року полковник Д. М. Кваша — в запасі. Працював начальником спеціального будівельно-монтажного управління, відділу дослідного заводу «Еталон», потім інженером з техніки безпеки. Жив у Києві. Помер 7 травня 2003 року. Похований у Києві на Міському кладовищі «Берківці».

## Нагороди
Нагороджений орденом Леніна, орденом Олександра Невського, орденом Вітчизняної війни 1-го ступеня, орденом Вітчизняної війни 2-го ступеня, медалями.